# Wyszcza liha (1992/1993)
Wyszcza liha w piłce nożnej 1992/1993 – II edycja najwyższych w hierarchii rozgrywek ligowych ukraińskiej klubowej piłki nożnej. Sezon rozpoczął się 16 sierpnia 1992, a zakończył się 20 czerwca 1993.

## Drużyny
Zespoły występujące w Wyszczej Lidze 1992/1993
- Bukowyna Czerniowce
- Czornomoreć Odessa
- Dnipro Dniepropetrowsk
- Dynamo Kijów
- Karpaty Lwów
- Kremiń Krzemieńczuk
- Krywbas Krzywy Róg
- Metalist Charków
- Metałurh Zaporoże
- Nywa Tarnopol
- Szachtar Donieck
- Tawrija Symferopol
- Torpedo Zaporoże
- Weres Równe
- Wołyń Łuck
- Zoria-MAŁS Ługańsk

Uwagi
- – zespoły, które awansowały z Pierwszej ligi edycji 1992.

## Stadiony
| Lp. | Klub                   | Miasto          | Stadion               | Pojemność |
| --- | ---------------------- | --------------- | --------------------- | --------- |
| 1   | Bukowyna Czerniowce    | Czerniowce      | Stadion Bukowyna      | 12 000    |
| 2   | Czornomoreć Odessa     | Odessa          | Stadion CCzMP         | 20 836    |
| 3   | Dnipro Dniepropetrowsk | Dniepropetrowsk | Stadion Dnipro Meteor | 24 381    |
| 4   | Dynamo Kijów           | Kijów           | Stadion Dynamo        | 16 873    |
| 5   | Karpaty Lwów           | Lwów            | Stadion Ukraina       | 28 051    |
| 6   | Kremiń Krzemieńczuk    | Krzemieńczuk    | Stadion Dnipro        | 11 300    |
| 7   | Krywbas Krzywy Róg     | Krzywy Róg      | Stadion Metałurh      | 29 782    |
| 8   | Metalist Charków       | Charków         | Stadion Metalist      | 43 000    |
| 9   | Metałurh Zaporoże      | Zaporoże        | Stadion Metałurh      | 11 883    |
| 10  | Nywa Tarnopol          | Tarnopol        | Stadion Miejski       | 16 450    |
| 11  | Szachtar Donieck       | Donieck         | Stadion Szachtar      | 31 718    |
| 12  | Tawrija Symferopol     | Symferopol      | Stadion Łokomotyw     | 20 000    |
| 13  | Torpedo Zaporoże       | Zaporoże        | Stadion ZAZ           | 15 000    |
| 14  | Weres Równe            | Równe           | Stadion Awanhard      | 4 500     |
| 15  | Wołyń Łuck             | Łuck            | Stadion Awanhard      | 10 792    |
| 16  | Zoria Ługańsk          | Ługańsk         | Stadion Awanhard      | 23 243    |

## Tabela
|    | Klub                   | M  | Zw. | Rem. | Por. | BZ | BS | +/- | Pkt. | Uwagi                     |
| -- | ---------------------- | -- | --- | ---- | ---- | -- | -- | --- | ---- | ------------------------- |
| 1  | Dynamo Kijów           | 30 | 18  | 8    | 4    | 59 | 14 | 45  | 44   | Liga Mistrzów             |
| 2  | Dnipro Dniepropetrowsk | 30 | 18  | 8    | 4    | 51 | 20 | 31  | 44   | Puchar UEFA               |
| 3  | Czornomoreć Odessa     | 30 | 17  | 4    | 9    | 43 | 31 | 12  | 38   |                           |
| 4  | Szachtar Donieck       | 30 | 11  | 12   | 7    | 44 | 32 | 12  | 34   |                           |
| 5  | Metalist Charków       | 30 | 12  | 7    | 11   | 37 | 34 | 3   | 31   |                           |
| 6  | Karpaty Lwów           | 30 | 10  | 10   | 10   | 37 | 38 | -1  | 30   | Puchar Zdobywców Pucharów |
| 7  | Metałurh Zaporoże      | 30 | 10  | 9    | 11   | 38 | 35 | 3   | 29   |                           |
| 8  | Krywbas Krzywy Róg     | 30 | 8   | 11   | 11   | 27 | 40 | -13 | 27   |                           |
| 9  | Kremiń Krzemieńczuk    | 30 | 8   | 11   | 11   | 23 | 40 | -17 | 27   |                           |
| 10 | Tawrija Symferopol     | 30 | 11  | 4    | 15   | 30 | 39 | -9  | 26   |                           |
| 11 | Wołyń Łuck             | 30 | 10  | 6    | 14   | 37 | 54 | -17 | 26   |                           |
| 12 | Bukowyna Czerniowce    | 30 | 9   | 8    | 13   | 27 | 32 | -5  | 26   |                           |
| 13 | Torpedo Zaporoże       | 30 | 9   | 7    | 14   | 32 | 40 | -8  | 25   |                           |
| 14 | Nywa Tarnopol          | 30 | 8   | 9    | 13   | 22 | 25 | -3  | 25   |                           |
| 15 | Zoria-MAŁS Ługańsk     | 30 | 10  | 4    | 16   | 26 | 46 | -20 | 24   |                           |
| 16 | Weres Równe            | 30 | 9   | 6    | 15   | 29 | 42 | -13 | 24   |                           |

Legenda:
|  | Eliminacje Ligi Mistrzów  |
|  | Puchar Zdobywców Pucharów |
|  | Puchar UEFA               |
|  | Puchar Intertoto          |
|  | Spadek do Pierwszej Lihi  |

Żaden klub nie spadł do Pierwszej Lihi, ponieważ Ukraiński Związek Piłki Nożnej postanowił rozszerzyć ligę do 18 drużyn w następnym sezonie.
Awans do Wyszczej lihi zdobyli kluby Nywa Winnica i Temp Szepetówka.

## Najlepsi strzelcy
| #  | Strzelec            | Drużyna                | Mecze | Bramki(karne) |
| -- | ------------------- | ---------------------- | ----- | ------------- |
| 1  | Serhij Husiew       | Czornomoreć Odessa     | 29    | 17 (2)        |
| 2  | Wiktor Łeonenko     | Dynamo Kijów           | 27    | 16 (3)        |
| 3  | Ihor Niczenko       | Krywbas Krzywy Róg     | 29    | 12 (2)        |
| 4  | Ołeh Matwiejew      | Szachtar Donieck       | 27    | 11 (1)        |
| 4  | Wadym Kołesnyk      | Metalist Charków       | 28    | 11            |
| 4  | Serhij Atelkin      | Szachtar Donieck       | 29    | 11            |
| 4  | Tolat Szejchametow  | Tawrija Symferopol     | 29    | 11 (1)        |
| 8  | Roman Bondarenko    | Torpedo Zaporoże       | 30    | 10            |
| 9  | Wołodymyr Dyky      | Wołyń Łuck             | 27    | 9 (2)         |
| 10 | Serhij Szewczenko   | Tawrija Symferopol     | 21    | 8             |
| 10 | Wołodymyr Haszczyn  | Wołyń Łuck             | 25    | 8 (5)         |
| 10 | Pawło Szkapenko     | Dynamo Kijów           | 27    | 8             |
| 10 | Timierłan Husejnow  | Zoria-MAŁS Ługańsk     | 27    | 8 (1)         |
| 10 | Anatolij Muszczynka | Metałurh Zaporoże      | 28    | 8             |
| 10 | Serhij Konowałow    | Dnipro Dniepropetrowsk | 29    | 8             |
| 10 | Dmytro Topczijew    | Karpaty Lwów           | 29    | 8             |

## Medaliści
(liczba meczów i goli w nawiasach)
| 1. Dynamo Kijów |
| Bramkarze: Ihor Kutiepow (19 / -8), Valdemaras Martinkėnas (12 / -6). Obrońcy: Ołeh Łużny (26 / 3), Serhij Szmatowałenko (22 / 1), Andrij Annenkow (21 / 2), Witalij Ponomarenko (15), Achrik Cwejba (12), Serhij Zajeć (11 / 1), Anatolij Bezsmertny (9), Andriej Aleksanienkow (8). Pomocnicy: Serhij Kowałeć (27 / 1), Serhij Rebrow (23 / 5), Jurij Hricyna (20 / 2), Serhij Mizin (16 / 5), Wołodymyr Szaran (16 / 1), Dmytro Topczijew (14 / 7), Wiaczesław Chrusłow (11 / 1), Andrij Zawjałow (5 / 1), Jerwand Sukiasjan (3). Napastnicy: Wiktor Łeonenko (27 / 16), Pawło Szkapenko (27 / 8), Witalij Mintenko (10 / 1). Trener: Anatolij Puzacz (do 10 listopada 1992 (13 gier)), Jożef Sabo (koniec I rundy (2 gry)), Mychajło Fomenko (od marca 1993 (15 gier)). Odeszli w sezonie: Anatolij Demjanenko (14 / 1) (zakończył karierę), Igoris Pankratjevas (9 / 2) (Sakalas Szawle), Pawło Jakowenko (9 / 1) (FC Sochaux-Montbéliard), Stepan Beca (8) (zginął), Mykoła Zujenko (8) (Prykarpattia Iwano-Frankowsk), Wiktor Biełkin (2) (Borysfen Boryspol), Jurij Moroz (2) (Weres Równe), Ołeh Wołotiok (2) (Asmarał Moskwa). |
| 2. Dnipro Dniepropetrowsk |
| Bramkarze: Mykoła Medin (19 / -10), Anatolij Czystow (1 / -1). Obrońcy: Serhij Beżenar (28 / 6), Serhij Diriawka (25 / 2), Dmytro Jakowenko (24 / 1), Oleg Czuchleba (22), Andrij Judin (16), Jewhen Jarowenko (3), Dmytro Demjanenko (2). Pomocnicy: Andrij Połunin (29 / 6), Jewhen Pochłebajew (28 / 4), Jurij Maksymow (26 / 5), Hennadij Moroz (24 / 7), Ołeksandr Zacharow (24 / 1), Konstantin Pawluczenko (22), Dmytro Mychajłenko (19 / 3), Wołodymyr Bahmut (5). Napastnicy: Serhij Konowałow (29 / 8), Wałentyn Moskwin (25 / 3), Serhij Dumenko (21 / 4). Trener: Mykoła Pawłow. Odeszli w sezonie: Wałerij Horodow (10 / -8) (RS Settat), Ołeksandr Palanycia (4 / 1) (Krywbas Krzywy Róg), Serhij Mamczur (3) (Asmarał Moskwa), Ołeksij Saśko (2) (zginął), Ołeksandr Tiehajew (1) (Szachtar Pawłohrad), Ihor Moisejew (1 / -1) (Asmarał Moskwa). |
| 3. Czornomoreć Odessa |
| Bramkarze: Ołeh Susłow (30 / -31). Obrońcy: Jurij Bukel (29), Dmytro Parfionow (28), Ołeksandr Nikiforow (17 / 1), Serhij Prociuk (14), Ołeksandr Bondarenko (13), Witalij Skysz (12 / 2), Serhij Woroneżski (8). Pomocnicy: Jurij Sak (29), Kostiantyn Kułyk (23 / 4), Wiktor Jabłonski (17 / 1), Rusłan Romanczuk (17), Andrij Łozowski (11 / 1), Wiaczesław Jeremejew (7). Napastnicy: Ołeh Koszeluk (30 / 6), Serhij Husiew (29 / 17), Wołodymyr Łebid´ (26 / 3), Ołeksandr Szczerbakow (10 / 4), Witalij Parachnewycz (9 / 2). Trener: Wiktor Prokopenko. Odeszli w sezonie: Ilja Cymbałar (14 / 1) (Spartak Moskwa), Jurij Nikiforow (11) (Spartak Moskwa), Andrij Tełesnenko (3 / 1) (Oulun Palloseura). |

Uwaga: Piłkarze oznaczone kursywą występowali również na innych pozycjach.